# Claire Zeisler
Claire Zeisler (Cincinnati, Ohio,18 de abril de 1903-Chicago, 30 de septiembre de 1991) fue una artista textil estadounidense, pionera en la creación de esculturas tridimensionales a gran escala hechas con fibras anudadas y trenzadas.
Construyó sus estructuras no funcionales utilizando tejidos tradicionales y técnicas vanguardistas fuera del telar como el nudo cuadrado, envolturas y costuras. Zeisler prefería trabajar con materiales naturales como el yute, sisal, rafia, cáñamo, lana y cuero. A menudo dejaba los tejidos sin teñir, prueba de su preferencia  por la coloración natural para resaltar la fibra y ocasionalmente empleaba un rojo característico de algunas de sus obras.
Su obra está influenciada y ha influido a su vez en artistas textiles de los años sesenta y setenta, como Kay Sekimachi, Lenore Tawney, Magdalena Abakanowicz o Sheila Hicks.El resurgimiento del interés por el arte textil y el macramé en la década de 2000 ha inspirado a una nueva generación de anudadores y creadores como Jim Olarte y Agnes Hansella. 

## Biografía
Claire Block nació en Cincinnati, Ohio y estudió en el Columbia College Chicago. En 1921, se casó con Harold Florsheim con quien tuvo tres hijos antes de divorciarse en 1943. Tres años después se volvió a casar con el médico y escritor Ernest Bloomfield Zeisler.En la década de 1930 adquirió obras de Paul Klee, Joan Miró, Henry Moore y Picasso, así como objetos tribales entre ellos esculturas africanas, arte tántrico, antiguos tejidos peruanos y más de trescientas cestas de los  indios americanos. Las culturas textiles antiguas y étnicas de la colección privada de Zeisler contrastaban con la manufactura textil de Occidente, dominada por el telar mecanizado tras la Revolución Industrial. En lugar de enfatizar la fabricación textil, los artistas de vanguardia hacían hincapié en el proceso mecánico artesano que les proporcionaba un "contacto inmediato" con los materiales. El interés de Zeisler por trabajar manualmente y utilizar técnicas de construcción elementales (interés común de los artistas textiles de vanguardia en las décadas de los sesenta y setenta), tenía a menudo connotaciones  de "baja cultura" o de "utilidad, feminidad, domesticidad, amateurismo, decoración e incluso primitivismo".
Zeisler estudió en el Instituto de Diseño de Chicago (Nueva Bauhaus) en la década de 1940 con Eugene Dana y en el Instituto de Tecnología de Illinois, con el escultor vanguardista ruso Alexander Archipenko y la tejedora de Chicago Bea Swartchild.  En 1946 asistió al Instituto de Arte de Verano del Black Mountain College donde estudió color y diseño con Josef Albers.
En las primeras obras de la década de los cincuenta, Zeisler utilizaba técnicas de tejido convencionales como el telar, para crear manteles individuales y tejidos para prendas de vestir. A partir de1961, su obra se volvió cada vez más experimental en el uso de técnicas fuera del telar que ampliaban los límites del textil tradicional y permitían crear esculturas de fibra tridimensionales independientes con diversas técnicas.Ese mismo año expuso por primera vez en la Biblioteca Pública de Chicago, a la edad de 59 años. Esta primera exposición individual de Zeisler coincidió con la de Lenore Tawney en el Museo de Staten Island de 1962.Le siguió una muestra de sus tejidos y una selección de su colección en la Renaissance Society de la Universidad de Chicago (9 de octubre-6 de noviembre).
Zeisler se convirtió en conocida innovadora de la escultura textil a partir de su participación en "Woven Forms", una exposición seminal celebrada en el Museo de Artesanía Contemporánea de la ciudad de Nueva York en 1963, y de su introducción al anudado en el estudio neoyorquino de Lili Blumenau.En Woven Forms se presentó la obra de Zeisler junto a la de otras cuatro artistas que experimentaban con obras pioneras en la construcción sin telar. Estas eran: Lenore Tawney, Sheila Hicks, Alice Adams y Dorian Zachai. Erika Billeter, comisaria de la exposición, tituló la muestra "Woven Forms" (Formas tejidas) porque todavía no había un nombre que englobara los innovadores tejidos creados por las artistas de vanguardia. Según ella, "Como quiera que se expusieran, resultaban objetos extraños y abrían posibilidades completamente nuevas para el arte textil". Woven Forms sólo recibió un comentario publicado en la prensa, el de la artista Louise Bourgeois, que reseñó la muestra para Craft Horizons. Su respuesta fue negativa y reveló muchos de los prejuicios derivados de las connotaciones de cultura menor del arte textil. Bourgeois escribió "Cuando un cuadro o una escultura exigen mucho al espectador, son al mismo tiempo independientes de él. Estos tejidos, por deliciosos que sean, parecen más atractivos y menos exigentes. Si hubiera que clasificarlos, se situarían entre las bellas artes y las artes aplicadas... Las piezas de la exposición rara vez se liberan de la decoración."
Zeisler se dio cuenta de que el anudado, aunque en aquella época se utilizaba, sobre todo, en países en desarrollo y por marineros, podría liberarla de las limitaciones geométricas y bidimensionales del telar y le permitiría trabajar en tres dimensiones.Con esta técnica creó esculturas independientes de hasta 250 cm de alto, que a menudo incorporaban secciones anudadas fuertemente y caídas libres de hilos que se han comparado con el agua y el cabello.Su conocida Red Preview, en el Instituto del Arte de Chicago, ha sido calificada de "sorprendentemente erótica en su forma, fálica en su empuje vertical y labial en su organización".También trabajó otras formas y técnicas, como la construcción de grandes ovillos de lana y juguetes Slinky envueltos en espirales, así como la cobertura de piedras con hilos de puntada de ojal para crear reliquias que se asemejaban a los artefactos tribales que ella coleccionaba. En 1964, Zeisler expuso con Lenore Tawney y Sheila Hicks en el Museo de Artes y Oficios de Zurich. Los artistas textiles europeos hasta entonces habían trabajado en los tapices de telar plano según la tradición y, en comparación con Tawney y Hicks, Zeisler era la que más se alejaba de esta convención.En la década de 1970, trabajó con cuero, manipulando este material mediante técnicas que recordaban a las utilizadas en el recorte de papel, como tejer, trenzar, apilar y doblar. En esa época también experimentó con la creación de objetos artísticos en obras como Pages (1976) y Chapters (1976). En ellas utilizaba pilas de tejidos como algodón y vellón de lana para crear formas con grosor. Sus "obras de escala íntima" las creó a partir de "materiales a la vez sensuales y secretos".Sus últimas estructuras están compuestas por hilos de fibra sueltos en cascada que se derraman por el suelo formando una maraña.
La obra de Zeisler se presentó en dos exposiciones retrospectivas: en el Art Institute of Chicago (1979) y en el Whitney Museum of American Art (1985).En 1979 se celebró una muestra antológica en la Agnes Allerton Gallery of Textile Arts de Chicago con obras de su carrera de 1961 a 1978.En 1982 la artista recibió un homenaje de la Women's Caucus for Art en la ciudad de Nueva York, por toda una  vida dedicada al arte. En el comunicado de prensa de la organización se decía: "Honramos a Claire Zeisler como tejedora de formas multidimensionales y constructora de poderosas presencias. Las antiguas técnicas de anudar y envolver fibras han encontrado en sus manos un nuevo lugar y nuevos significados ". 